# Dinastia cassita

Regne de Babilònia durant el període cassita

La dinastia cassita, també coneguda com la tercera dinastia babilònica, va ser una dinastia de reis d'origen cassita que va governar des de la ciutat de Babilònia a la segona meitat del mil·lenni II aC i que pertanyien a la mateixa família que regentava el regne de Babilònia entre el 1595 i el 1155 aC que va succeir l'Imperi paleobabilònic (1894-1595 aC).
Va ser la dinastia més llarga coneguda d'aquell estat, que va governar durant tot el període conegut com a «Babilònic mitjà» (1595-1000 aC).
Els cassites eren un poble de fora de Mesopotàmia, del qual es desconeix l'origen, encara que molts autors teoritzen que es van originar a les muntanyes de Zagros. Els seus reis van trigar més d'un segle a consolidar el seu poder a Babilònia en condicions que encara no estan clares. Malgrat el seu origen extern, els reis cassites no van modificar les tradicions ancestrals de Babilònia i, al contrari, van posar ordre al país després de les turbulències que van marcar el final de la primera dinastia.
No essent grans conqueridors, van emprendre una gran quantitat de treballs de construcció, sobretot els grans temples, van contribuir a l'expansió de les terres agrícoles i sota els seus auspicis la cultura babilònica va florir i es va expandir per tot l'Orient Mitjà.
El període cassita és encara molt poc conegut, a causa de l'escassetat de fonts relacionades amb ell, de les quals es publiquen poques. Els aspectes econòmics i socials, en particular, estan molt poc documentats, a excepció del que es refereix a les donacions reials testimoniades per les esteles de donació característiques de l'època, els kudurrus.
Durant el mandat de la dinastia, el poder de Babilònia es va establir definitivament sobre tots els antics estats de Sumer i Accad, formant el país anomenat «Karduniaix» (Karduniaš). A partir dels cassites, qui volia dominar Mesopotàmia havia de regnar a Babilònia. Aquesta estabilitat és notable perquè és l'única dinastia babilònica el poder de la qual no va derivar de l'herència d'un o dos regnats fundacionals brillants seguits d'una decadència progressiva.

## Fonts històriques

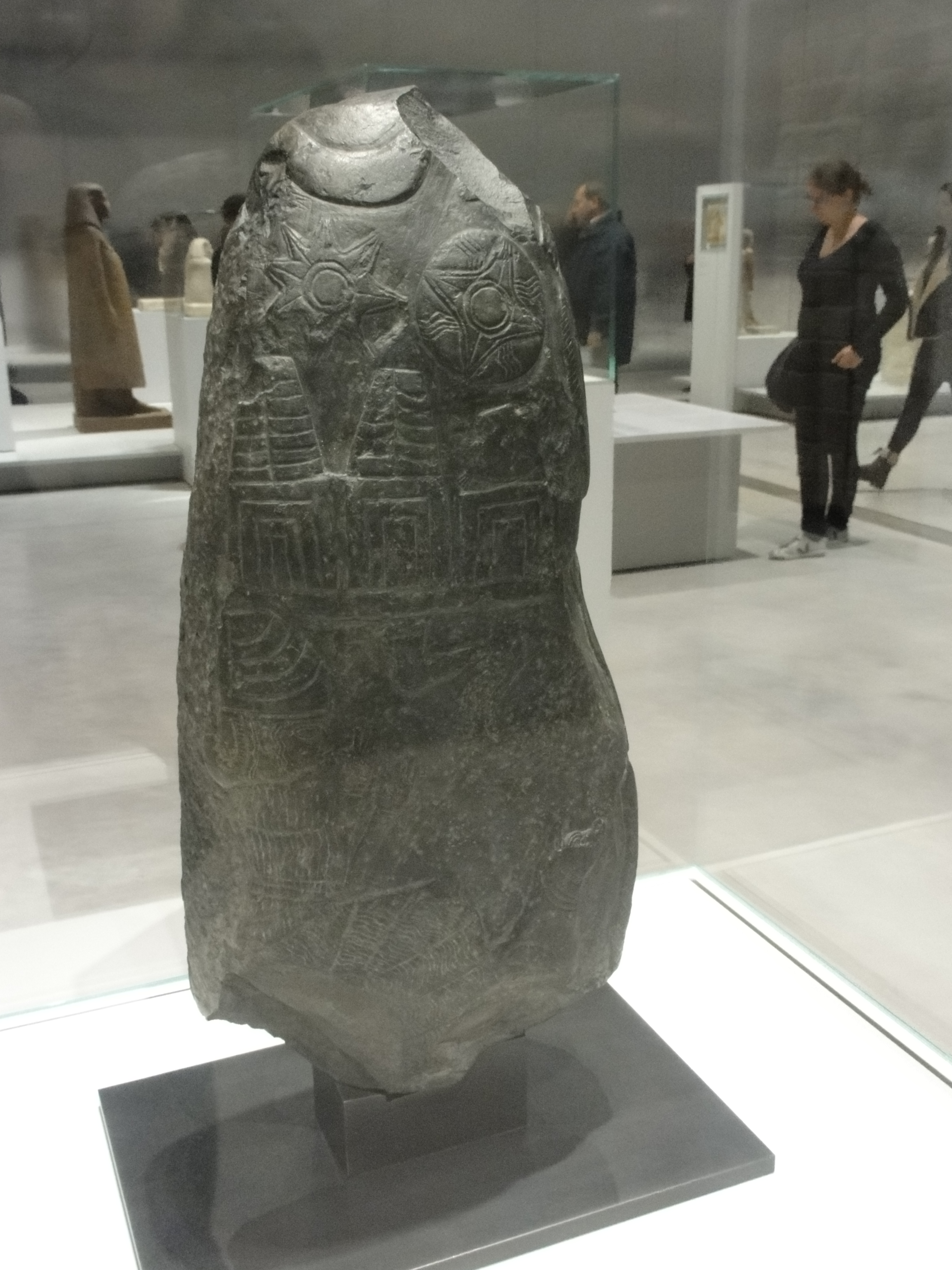
Kudurru de Gula, segle -XII aC. Museu del Louvre
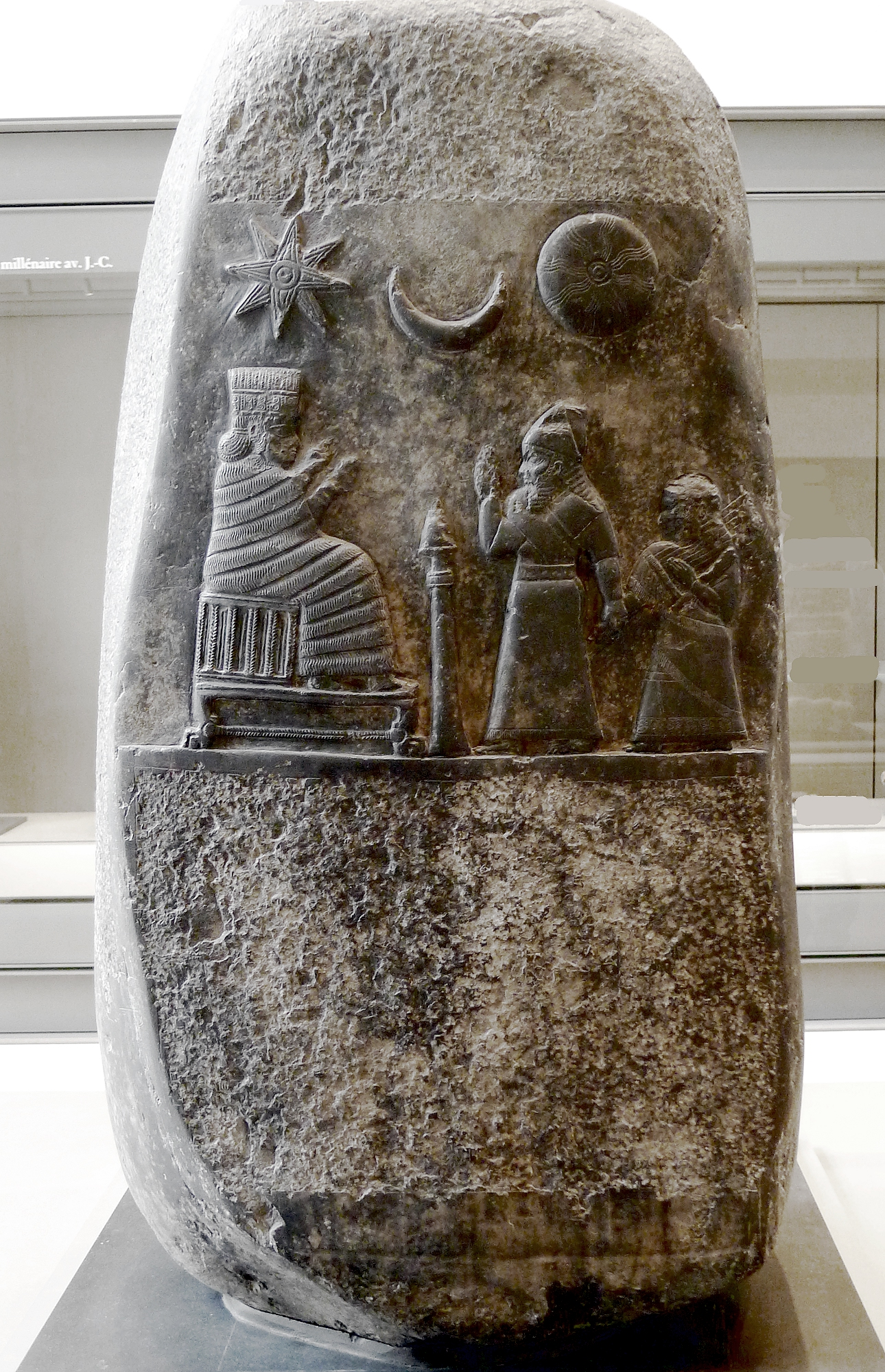
Kudurru informant de la donació de terres del rei cassita Melixiku a la seva filla Hunubate-Nanaia,. Museu del Louvre
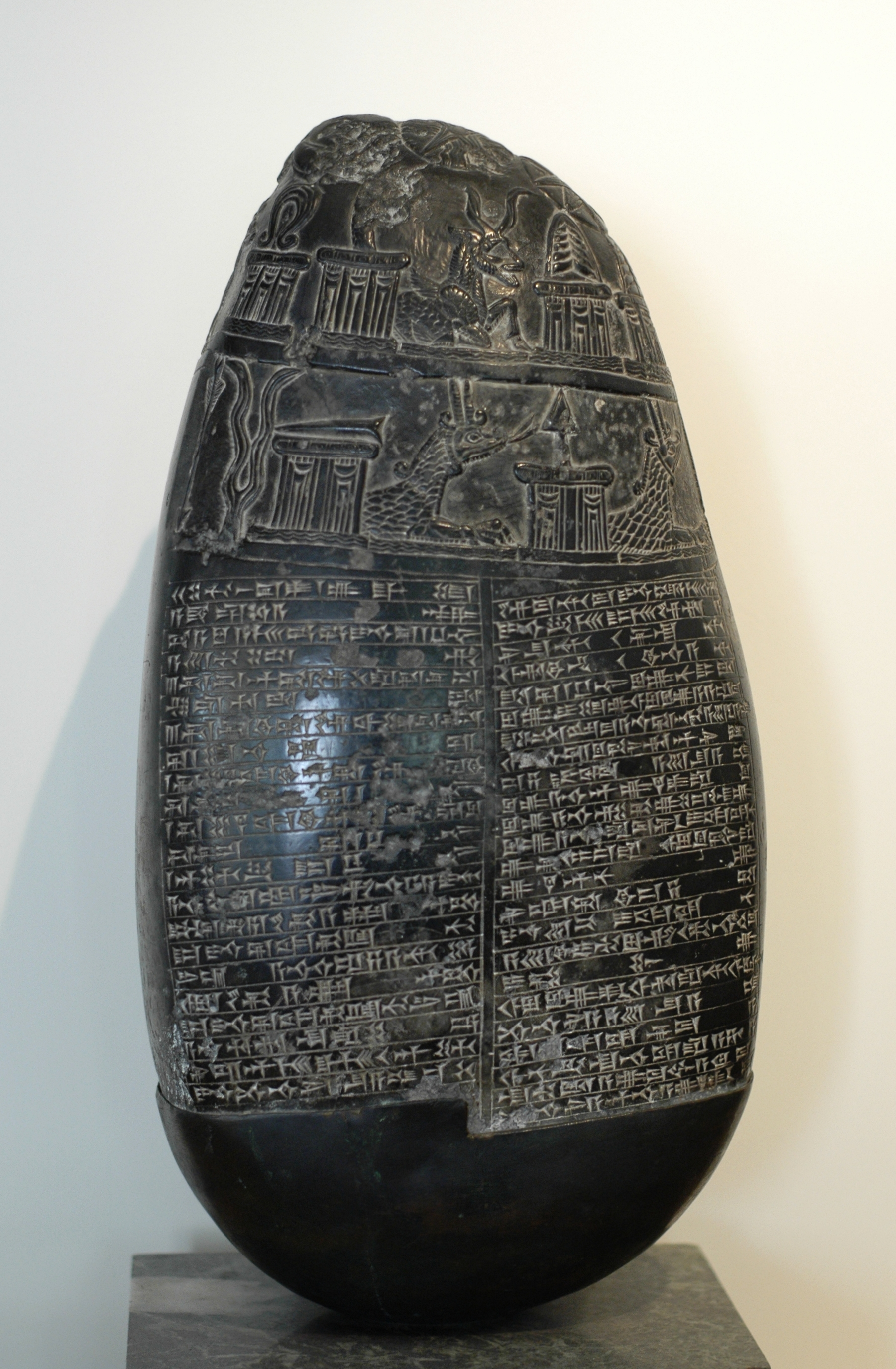
La Pedra Michaux és un kudurru babiloni del període cassita trobat prop de Bagdad pel botànic francès André Michaux. Biblioteca Nacional de París

### El començament desconegut

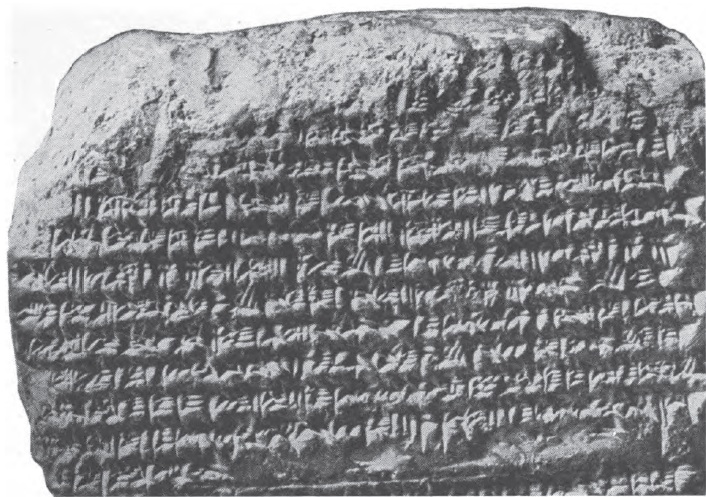
Fragment de tauleta de la Crònica P, que relata els conflictes entre els reis cassites i assiris

### Relacions diplomàtiques

Mapa polític de l'Orient Mitjà al primer període cobert per les Cartes d'Amarna, primera meitat del

### Conflictes amb Assíria i Elam

Mapa polític de l'Orient Mitjà després de l'expansió dels hitites i els assiris

### El rei (šar)

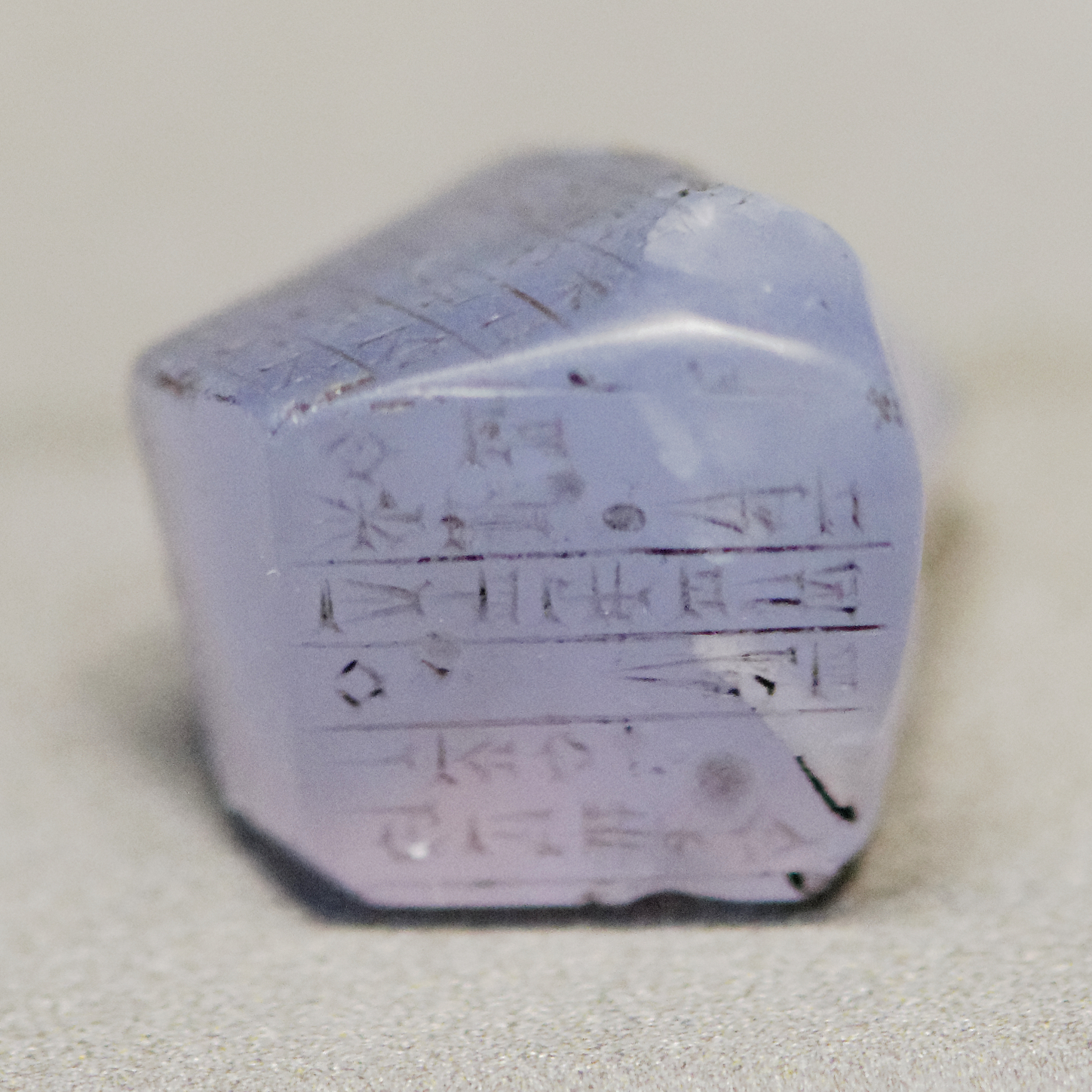
Pedra amb una inscripció votiva amb el nom de Nazimaruttaix, fill de Kurigalzu II. Obra d'art babilònic del període cassita

### Donacions reials

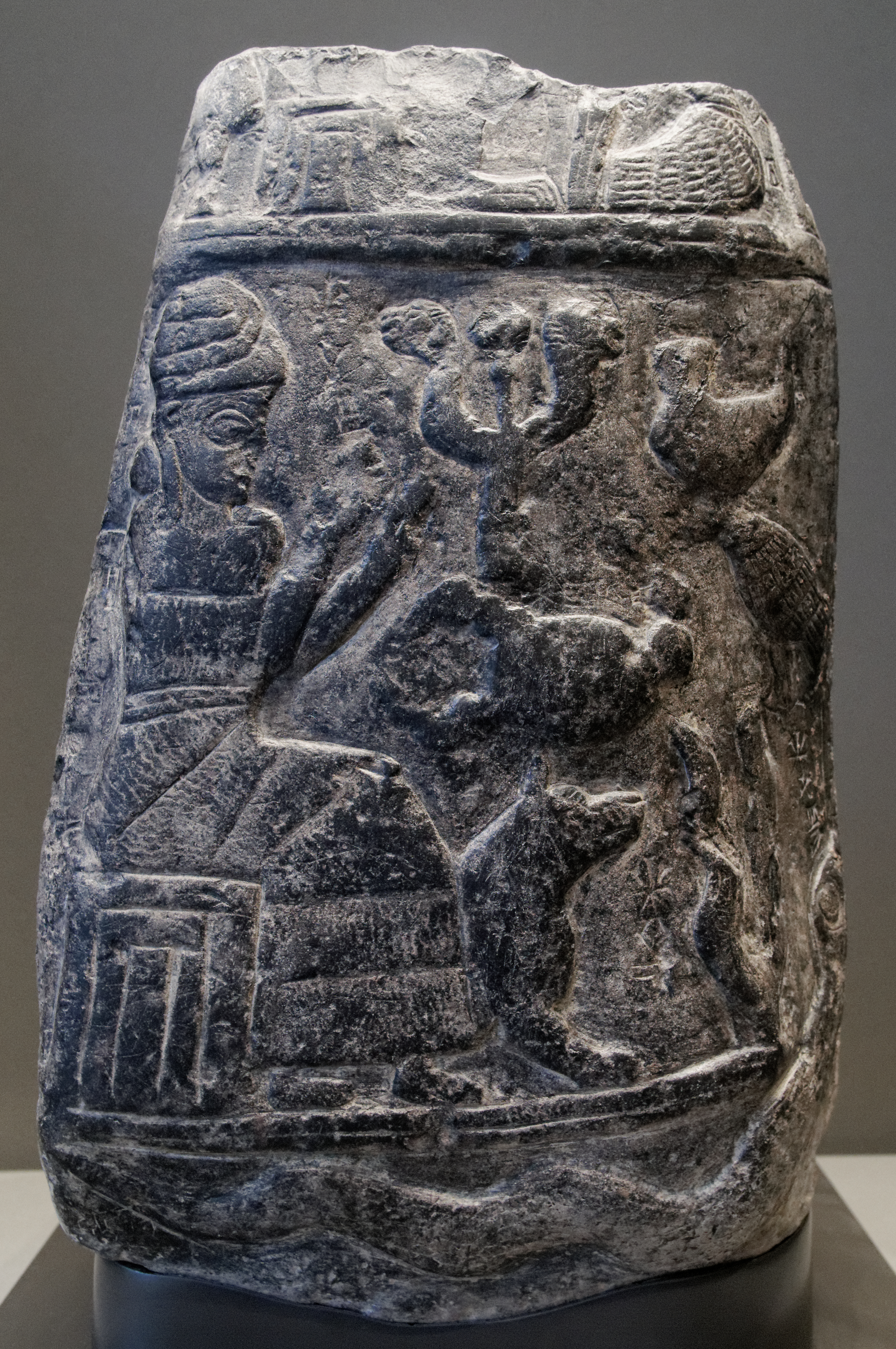
Kudurru del regnat de Mardukaplaiddina I. Obra babilònica del període cassita, portada a Susa com a botí de guerra al

### Artesania i intercanvis comercials

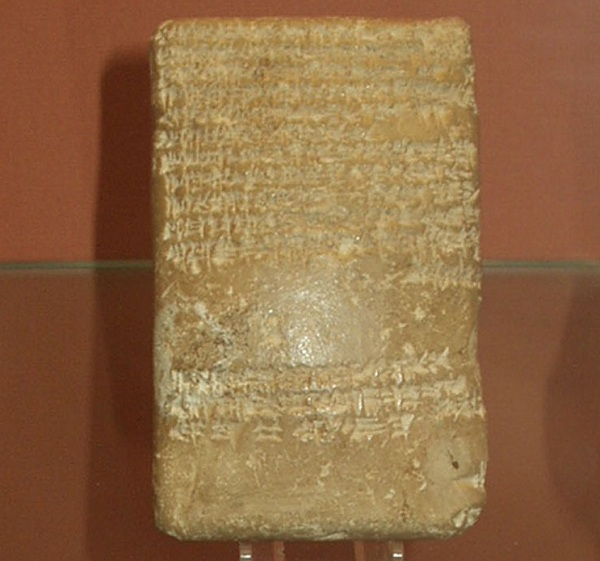
Carta de correspondència diplomàtica entre el rei cassita Burnaburiaix II i el faraó Niburrereia (Tutankamon?) trobada a Amarna (AE 9)

### Panteó i llocs de culte

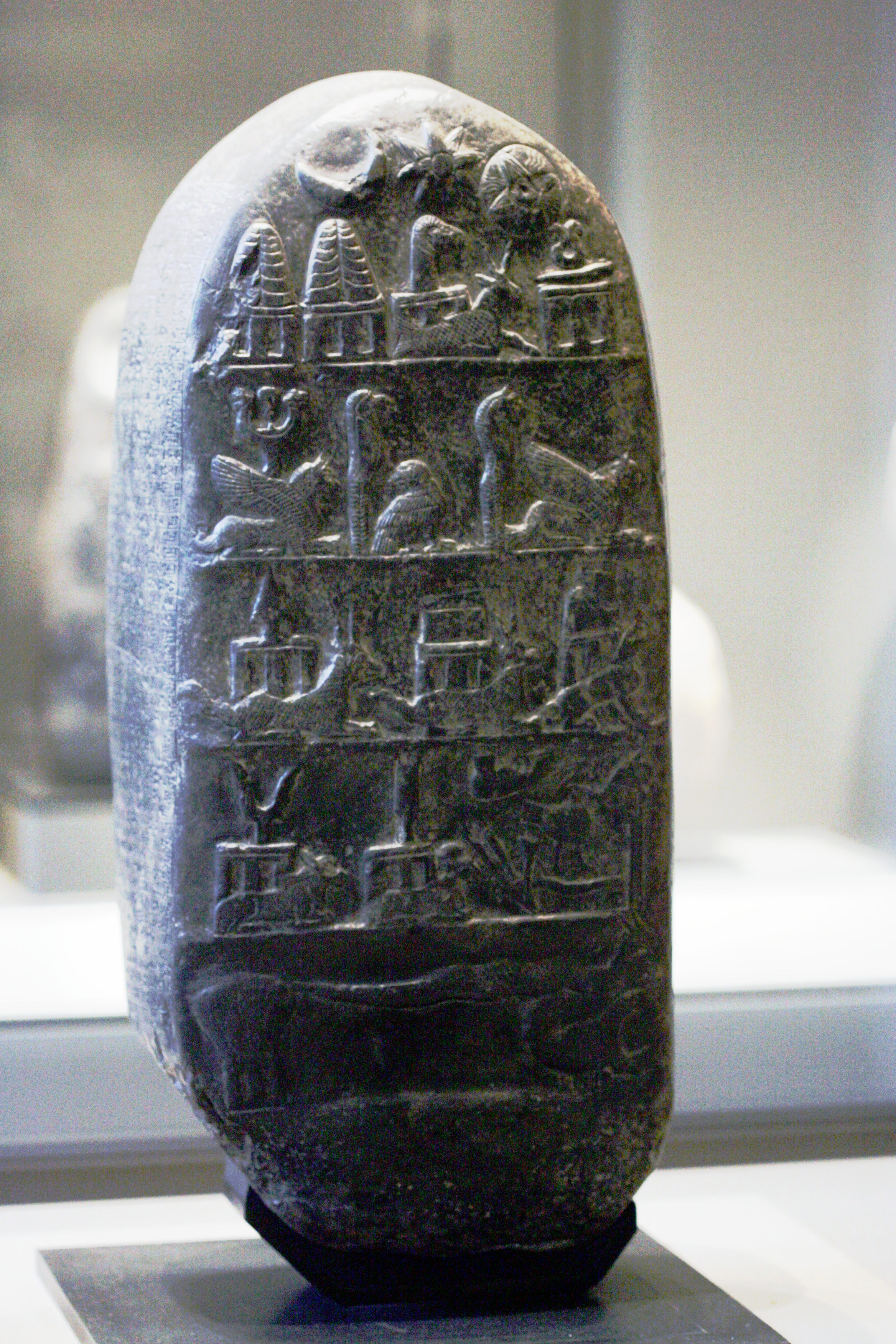
Representacions dels símbols de les principals divinitats del panteó mesopotàmic en el període cassita, al revers d'un kudurru del regnat de Melixiku (1186-1172 aC), que representen una processó de déus i animals músics; Museu del Louvre